# Mount Macnowski
Mount Macnowski ist ein 1490 m hoher Berg im Palmerland auf der Antarktischen Halbinsel. Im nördlichen Teil der Scaife Mountains ragt er 8 km westsüdwestlich der Schmitt Mesa auf.
Erstmals gesichtet wurde er bei der US-amerikanischen Ronne Antarctic Research Expedition (1947–1948). Der United States Geological Survey kartierte ihn anhand eigener Vermessungen und Luftaufnahmen der United States Navy aus den Jahren von 1961 bis 1967. Das Advisory Committee on Antarctic Names benannte den Berg 1968 nach Francis Bernard Macnowski (* 1945), Baumechaniker auf der Amundsen-Scott-Südpolstation im Jahr 1967.